# Of the Night
Of the Night è un singolo del gruppo musicale britannico Bastille, pubblicato l'11 ottobre 2013 come unico estratto dalla riedizione del primo album in studio Bad Blood.

## Descrizione
Il brano è apparso precedentemente nel mixtape di debutto Other People's Heartache, distribuito nel 2012, ed è un mash-up di due successi eurodance, The Rhythm of the Night di Corona del 1993 e Rhythm Is a Dancer dei Snap! del 1992.

## Video musicale
Il videoclip, diretto da Dave Ma e pubblicato il 9 ottobre 2013, ha visto la partecipazione dell'attore statunitense James Russo.

## Tracce
Download digitale – 1ª versione
1. Of the Night – 3:34

Download digitale – 2ª versione
1. Of the Night – 3:34
2. Of the Night (Live from Capitol Studios) – 3:08
3. Of the Night (MNEK Remix) – 4:38
4. Of the Night (Icarus Remix) – 5:20
5. Of the Night (Kove Remix) – 6:15

10"
- Lato A

1. Of the Night – 3:34
2. Of the Night (MNEK Remix) – 4:38

- Lato B

1. Of the Night (Live from Capitol Studios) – 3:08
2. Of the Night (Icarus Remix) – 5:20

CD
1. Of the Night – 3:37
2. Of the Night (MNEK Remix) – 4:38

## Classifiche
| Classifica (2013-14) | Posizione massima |
| -------------------- | ----------------- |
| Australia            | 6                 |
| Irlanda              | 2                 |
| Italia               | 25                |
| Regno Unito          | 2                 |